# Susquehanna River
Der Susquehanna River ist ein 715 km langer, nicht schiffbarer Fluss im Nordosten der Vereinigten Staaten.
Der Fluss ist der längste an der Ostküste der Vereinigten Staaten mündende Fluss und rangiert landesweit an 16. Stelle. Er wurde 1997 zum American Heritage River erklärt. Er hat zwei Quellflüsse: Der nördliche entspringt im Otsego Lake in der Nähe von Cooperstown im Staat New York und wird oft als Hauptarm bezeichnet, der kürzere entspringt im Westen Pennsylvanias und wird meist als der wichtigste Nebenfluss angesehen. Beide Arme fließen bei Northumberland, Pennsylvania zusammen.
Der Fluss entwässert ein Einzugsgebiet von 71.225 km² und deckt etwa die Hälfte des Staatsgebietes von Pennsylvania sowie Teile von New York und Maryland ab. Der nördliche Zulauf windet sich südwärts durch die Appalachen. Der Susquehanna mündet in Maryland in das nördliche Ende der Chesapeake Bay. Der Fluss trägt etwa die Hälfte des Süßwasserzuflusses in die Bucht bei. Am Pegel Conowingo Dam in Maryland beträgt die durchschnittliche jährliche Abflussmenge 1137 m³/s; der höchste hier gemessene Wert waren 3550 m³/s, die niedrigste Schüttung wurde mit 85 m³/s verzeichnet.
Der Susquehanna – auf der Karte John Smiths von 1612 als Sasquesahanough bezeichnet – ist der Hauptstrom des Bundesstaats Pennsylvania, dessen Hauptstadt Harrisburg er ebenfalls durchquert.
Das Rudern ist eine populäre Collegesportart am Flusslauf. Am bekanntesten sind das Rennen in Port Deposit, Maryland und die General Clinton Canoe Regatta zwischen Cooperstown und Bainbridge.

## Lauf
Der nördliche Arm des Flusses ist der natürliche Ablauf des Otsego Lakes im Staat New York. Er folgt einer westsüdwestlichen Richtung durch das Milchweideland der nördlichen Appalachen. Er empfängt den Unadilla River in Sidney und den Chenango River in Binghamton. Nachdem er die Staatsgrenze zu Pennsylvania überquert hat, mündet im Athens Township von Nordwesten der Chemung ein. Zwischen Sayre und Towanda knickt der Fluss rechtwinklig ab und schneidet durch die Endless Mountains des Allegheny Plateaus. Nachdem südwestlich von Scranton der Lackawanna River einmündet, dreht der Fluss wieder scharf nach Südwesten. Er fließt dann durch das frühere industriell genutzte Herzland des Anthrazitabbaus in den bergigen Gebieten im Nordosten Pennsylvanias, passiert Wilkes-Barre, Berwick, Bloomsburg, und Danville. Kurz oberhalb von Sunbury mündet dann in Northumberland der westliche Arm ein.
Unterhalb des Zusammenflusses beider Arme strömt der Susquehanna südwärts und durchbricht mehrere Rücken der Valley-and-Ridge-Provinz. Dabei passiert er unter anderem Selinsgrove. Mehrere Kilometer weiter flussabwärts fließt ihm von Osten der Mahantango Creek zu. In Duncannon mündet der Juniata River von Nordwesten her ein, bevor der Susquehanna schließlich oberhalb von Harrisburg, der größten Stadt an seinem Unterlauf, die letzten Rücken der Valley-and-Ridge-Provinz durchbricht. Dort ist der Fluss etwa 1500 m breit.
Ab Harrisburg fließt er südostwärts in Richtung Atlantik durch den Südosten Pennsylvanias, wo der Swatara Creek aus nordöstlicher Richtung einmündet. Auf diesem Abschnitt bildet der Fluss (genauer: seine orographisch rechte Uferlinie) die Grenze zwischen dem York County und dem Lancaster County. Etwa 50 km nordöstlich von Baltimore erreicht der Fluss schließlich Maryland. Das letzte Stück des Unterlaufs, in das der Octoraro Creek mündet, führt schließlich zum nördlichen Ende der Chesapeake Bay bei Havre de Grace, wo 1827 wegen des gestiegenen Schiffsverkehrs der Leuchtturm Concord Point errichtet wurde.
Am Susquehanna River liegen mehrere Kernkraftwerke: Susquehanna, Peach Bottom, Three Mile Island

## Historische Bedeutung
In der Geschichte der Vereinigten Staaten hat der Fluss eine wesentliche Rolle gespielt. Vor der europäischen Besitzergreifung des Kontinents lebten die Susquehannock – ein Stamm der Irokesen – am Fluss und gaben dem Fluss ihren Namen. Während des 17. Jahrhunderts waren die Ufer hauptsächlich durch die Lenape bewohnt, deren westliche Siedlungsgrenze der Fluss bildete. Im 18. Jahrhundert handelte William Penn, der Gründer der Pennsylvania-Kolonie mit den Indianern die Erlaubnis für Weiße aus, zwischen dem Delaware River und dem Susquehanna River zu siedeln.
Zwar heißt es, dass der Name des Flusses von einer indianischen Phrase herrührt, nach der der Fluss zwar meilenweit, aber nur ellentief ist; in den Algonkin-Sprachen bedeutet der Ausdruck lediglich „schlammiger Strom“.
Gegen Ende der britischen Kolonialzeit wurde der Fluss als Verkehrsweg immer wichtiger, vor allem nachdem durch Necho Allen an seinem Oberlauf Vorkommen von Anthrazitkohle entdeckt wurden. 1792 wurde der Bau des Union Canals vorgeschlagen, der Susquehanna und Delaware River entlang des Swatara Creeks und Tulpehocken Creek verbinden sollte.
1779 führte General James Clinton einen Feldzug den Fluss hinunter, nachdem er den Oberlauf vorübergehend schiffbar gemacht hatte. Dazu ließ er das Wasser des Flusses am Otsego Lake aufstauen und dann den Staudamm zerstören. Dadurch wurde der Wasserstand des Flusses flussabwärts erhöht. Das Ereignis wurde von James Fenimore Cooper in der Einleitung zu dessen Werk Die Ansiedler oder die Quellen des Susquehanna (Originaltitel: The Pioneers, or the Sources of the Susquehanna) beschrieben und wurde als Sullivan-Expedition bekannt. In Athens, damals als Tioga oder Tioga Point bekannt, traf Clinton mit General John Sullivans Truppen zusammen, die von Easton losgezogen waren. Am 29. August 1779 besiegten diese Truppen die vereinten Streitkräfte der Briten und der mit ihnen verbündeten Indianer in der Schlacht von Newtown, in der Nähe des heutigen Elmira.
Streitigkeiten zwischen Pennsylvania und Connecticut im Wyoming Valley entlang des Susquehanna Rivers führten zur Gründung des Westmoreland Countys und den Pennamite-Yankee-Kriegen, deren Ergebnis schließlich die Abtretung des Gebietes an Pennsylvania war.
Im 19. Jahrhundert erlebte der Fluss das Wachstum der industriellen Zentren an seinem Lauf.
Für das Mormonentum ist der Susquehanna River bedeutend, weil hier der wiedererschienene Johannes der Täufer am 15. Mai 1829 Joseph Smith und Oliver Cowdery das aaronische Priestertum übertragen haben soll. Joseph und Oliver tauften sich dann gegenseitig im Fluss. Später in dem Jahr erhielten sie von den Aposteln Petrus, Jakobus dem Älteren und Johannes das melchisedekische Priestertum. Beides geschah an nicht näher bezeichneten Stellen im Susquehanna oder im Broome County.
Während des Sezessionskrieges stellte 1863 während des Gettysburg-Feldzugs der Kommandeur Unionsarmee für das Department of the Susquehanna, Generalmajor Darius N. Couch sicher, dass Robert Edward Lees Konföderierte Army of Northern Virginia den Susquehanna River nicht überqueren konnte. Er postierte Milizen unter Major Granville Haller um die wichtigen Brücken in Harrisburg und Wrightsville sowie nahegelegene Furten. Konföderierte Einheiten näherten sich dem Fluss an verschiedenen Stellen im Cumberland County und im York County, wurden aber am 29. Juni zurückgerufen, als Lee sich entschloss, seine Armee in Richtung Westen zu bündeln.
1972 kam das Resttief von Hurrikan Agnes über der Staatsgrenze zwischen New York und Pennsylvania zum Stillstand. In dem hügeligen Landstrich fielen bis zum 500 mm Niederschlag. Die meisten dieser Niederschläge wurden dem Susquehanna River durch seine westlichen Nebenflüsse zugeführt und das Tal litt unter einer katastrophalen Überschwemmung. Wilkes-Barre war eine der am schwersten getroffenen Städte am Fluss. Durch Agnes gelangte in die Chesapeake Bay so viel Süßwasser, dass ein Großteil der Salzwasserfauna in der Bucht abstarb.
Sieben Jahre später ereignete sich südöstlich von Harrisburg einer der ernstesten Zwischenfälle in der Geschichte der Stromgewinnung durch Nuklearenergie, als im Kernkraftwerk Three Mile Island nach einem Auslegungsstörfall mehr als 150 m³ radioaktives Wasser in den Fluss gelangte.
Im Juni 2006 waren weite Teile des Flusssystems von einer Überschwemmung betroffen. Diese wurde durch ein Sturmsystem verursacht, das vom Jet-Stream angetrieben vor allem Binghamton zu neuen Fluthöchstständen führte und dadurch die Evakuierung von tausenden Bewohnern erzwang und zu wesentlichen Schäden an Eigentum und Infrastruktur führte.

## Geologie

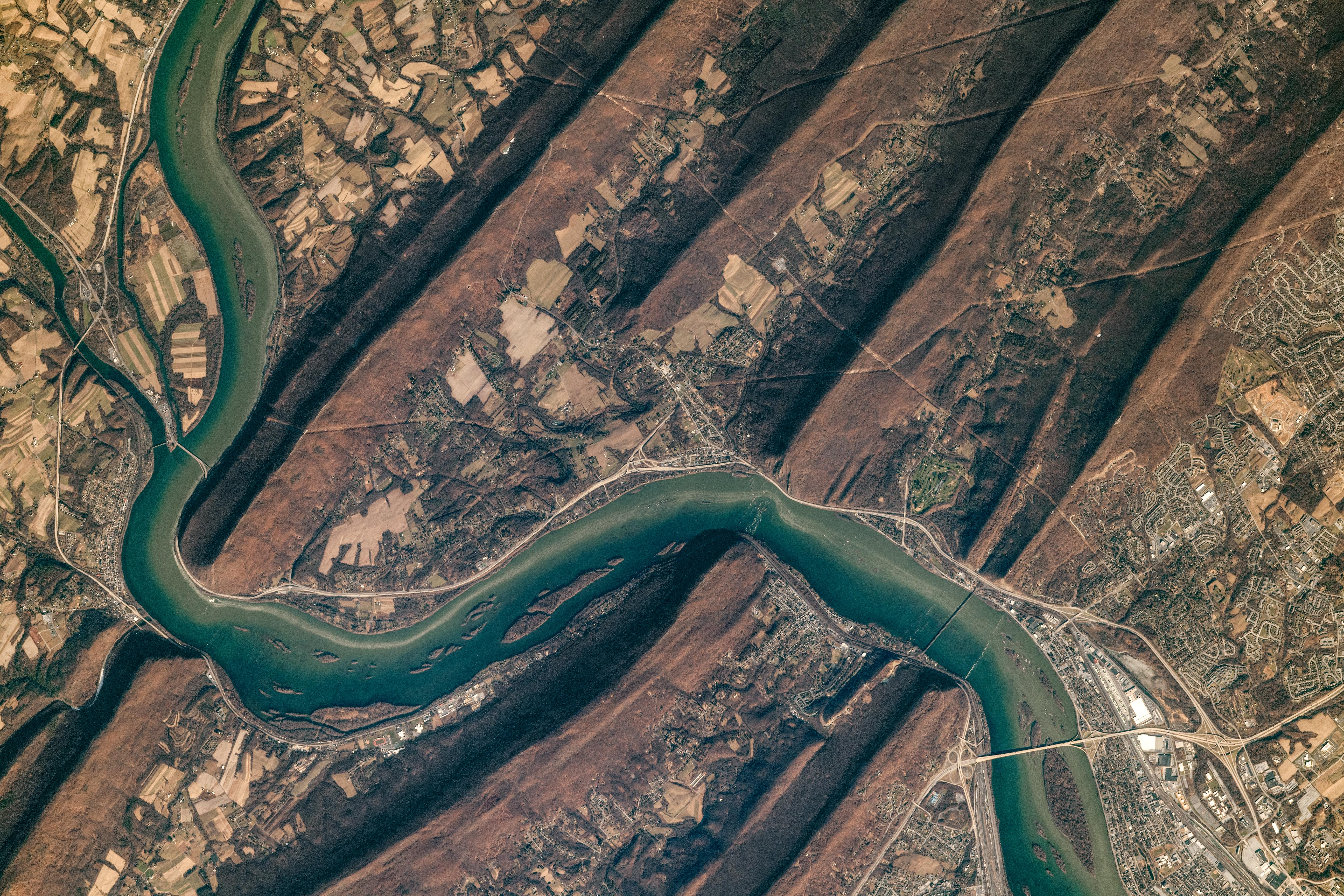
Abschnitt des Durchbruchs des Susquehanna durch die Valley-and-Ridge-Provinz der Appalachen oberhalb von Harrisburg, Pennsylvania, Aufnahme von der ISS. Die bräunlich erscheinenden Rücken (v.l.o.n.r.u.: Peters Mountain, Third Mountain, Cove Mountain – Second Mountain, Blue/Kittainny Mountain) werden von vorwiegend sandstein- und konglomeratführenden Schichten aufgebaut, während die Täler von überwiegend tonschieferführenden Schichten unterlagert sind. Das Alter der eng gefalteten Schichten reicht vom Oberordovizium bis ins untere Oberkarbon.

Unterhalb des Zusammenflusses der beiden Hauptarme bildet der Susquehanna River ein Durchbruchstal quer durch die Appalachen. Dies zeigt, dass der Fluss dort bereits bestand, bevor das durch Erosion weitgehend eingeebnete alte Faltengebirge vor etwa 15 Millionen Jahren letztmals erneut gehoben wurde. Das Flusssystem des Susquehanna gilt zusammen mit denen des Hudson River, Delaware River und Potomac River als eines der ältesten Nordamerikas und könnte bereits bei beginnender Öffnung des Zentralatlantiks auf dem zerfallenden Superkontinent Pangaea vorhanden gewesen sein. Das Gestein im Einzugsgebiet des Susquehanna River stammt überwiegend aus dem Paläozoikum. Nur als Grenzfluss zwischen den Countys York und Dauphin sowie Lancaster durchquert der Fluss unterhalb von Harrisburg einen etwa 20 km breiten Streifen mit Sedimenten und Vulkaniten des Mesozoikums. Bei diesen handelt es sich um die Füllung einer schmalen fossilen Senke, die das Verbindungsstück (engl.: neck) zwischen dem Newark-Becken weiter östlich und dem Gettysburg-Becken weiter südwestlich bildet. Newark- und Gettysburg-Becken sind fossile Riftbecken der Newark-Supergruppe, und damit geologische Zeugnisse der Frühphase der Entstehung des Zentralatlantiks.
Vor dem Ende der letzten Eiszeit war der Susquehanna River weitaus länger. Die Chesapeake Bay war einst sein Unterlauf, wurde aber durch den globalen Meeresspiegelanstieg am Ende des Pleistozäns überflutet.

## Brücken, Fähren und Wasserbaueinrichtungen

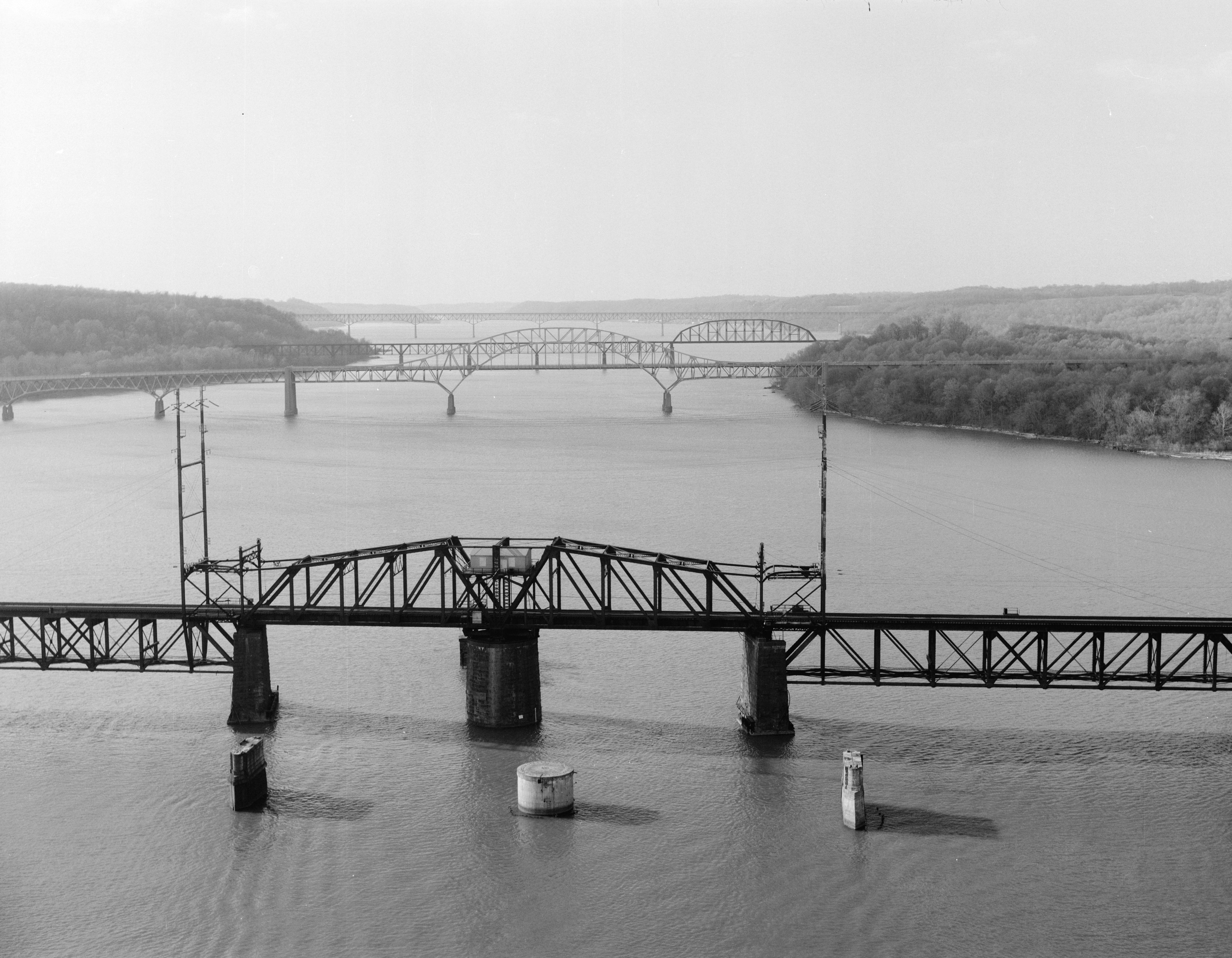
Vier Brücken über den Susquehanna River (von vorne nach hinten):
Amtrak Susquehanna River Bridge, Thomas J. Hatem US 40 Highway Bridge, CSX/B&O Eisenbahnbrücke und Millard E. Tydings I-95 Highway Bridge

Der Susquehanna River spielt in der Verkehrsgeschichte der Vereinigten Staaten immer eine wesentliche Rolle. Vor der Eröffnung der Port Deposit Bridge 1818 bildete der Fluss eine Barriere zwischen den nördlichen und südlichen Staaten, die nur durch Fähren überwunden wurde. Um in dem flachen Gewässer den Fährbetrieb zu ermöglichen, wurden frühzeitig Dämme und Wehre errichtet. Die vielen Stromschnellen im Flusslauf bewirkten, dass der Fluss wirtschaftlich nur zur Zeit der Schneeschmelze genutzt werden konnte, die Fahrt flussaufwärts war nicht möglich. Deswegen wurden zwei unterschiedliche Kanäle am Unterlauf gebaut; der erste war der Susquehanna Canal (manchmal auch als Conowingo Canal oder Port Deposit Canal genannt) und wurde 1802 durch ein Unternehmen aus Maryland fertiggestellt. Der zweite war der längere und wirtschaftlich erfolgreichere Susquehanna and Tidewater Canal. Diese Kanäle erforderten den Bau weiterer Dämme zum Aufstauen des Wassers. Im Verlauf der Industrialisierung wurden die Fähren durch Brücken ersetzt und Eisenbahnen entstanden anstelle der Kanäle, oft auf deren trockengelegten Grund. Reste dieser Kanäle sind in Havre de Grace, Maryland, entlang des U.S. Highway 15 in Pennsylvania und im oberen New York sichtbar. Letztere sind Überbleibsel des oberen Abschnittes des Pennsylvania Canals und von Kanälen des New Yorker Kanalsystems. Die Kanäle sind verschwunden oder in Parks aufgegangen und die heutigen Staudämme dienen der Energieerzeugung oder zu touristischen Zwecken.
Heute überspannen mehr als zweihundert Brücken den Fluss. Die einzige verbliebene Fähre, die in das National Register of Historic Places eingetragene Millersburg Ferry befindet sich in Millersburg, Pennsylvania und wird in den Sommermonaten betrieben. Die wohl bekannteste Brücke ist die Rockville Bridge und überspannt den Fluss zwischen Harrisburg und Marysville. Zum Zeitpunkt ihres Baus zu Beginn des 20. Jahrhunderts war die Rockville Bridge die längste aus Stein gemauerte Bogenbrücke weltweit. Sie wurde von der Pennsylvania Railroad in Auftrag gegeben und ersetzte eine Eisenkonstruktion.

## Verschmutzung
Der Susquehanna River ist stark durch intensive Tierhaltung, landwirtschaftliche Düngemittel, nicht oder unzureichend geklärte Abwässer belastet. Im Jahr 2003 trug der Fluss 44 % der Nitrate, 21 % des Phosphors und 21 % der Sedimentation in die Chesapeake Bay bei. Die EPA hat Pennsylvania mit Sanktionen gedroht, sollte der Bundesstaat nicht die Verschmutzung des Einzugsgebietes bis 2010 wesentlich reduzieren.